# 西廂記諸宮調
西廂記諸宮調，又稱《董解元西廂記》、《董西廂》、《西廂彈詞》，金朝董解元著。是現存三個諸宮調作品的其中之一。
西廂記諸宮調共有193套組曲，5萬多字，將民間文藝，熔為一爐。並重新塑造了紅娘一角，從奴婢地位到主導整個劇情。明朝有黃嘉惠刻本。

## 重要性
中國真正的戲劇，始於元代的雜劇，在元雜劇之前，戲曲史上《西廂記諸宮調》的出現，有著戲劇形式初步形成的意義。而最重要的，在《西廂記諸宮調》的散文中，已帶有代言體的傾向。吳梅稱元劇的來歷，遠祖是宋代大曲，近祖是《董西廂》。

## 翻譯
《董西廂》英譯本由陳荔荔譯出，1976年於劍橋出版；荷蘭文譯本由Wilt L. Idema（伊維德）譯出，1984年於阿姆斯特丹出版。